# Springfield (Les Simpson)
Pour les articles homonymes, voir Springfield.
Springfield est une ville fictive où se déroule la série animée télévisée Les Simpson. Elle est une ville de taille moyenne située aux États-Unis. Elle est un vrai univers complet où chaque personnage doit faire face aux aventures de la société moderne. La géographie de cette ville et de ses environs est flexible : elle change pour s'adapter aux actions et aventures de chaque épisode.
Sa localisation est impossible à déterminer, la série reste évasive sur le sujet en fournissant des informations contradictoires selon les épisodes.

## La ville

### Histoire
Springfield a été fondée en 1796 par un groupe mené par Jebediah Springfield, qui, après avoir mal interprété un passage de la Bible, quitta le Maryland pour essayer de trouver une « nouvelle Sodome ». Jebediah Springfield refusait de fonder une ville où les hommes seraient libres de se marier avec leurs cousines. Le groupe se sépara en deux et l'autre moitié fonda alors la ville de Shelbyville, en mémoire de son pionnier Manhattan Shelbyville et la rivalité entre ces deux villes persiste encore à ce jour[Quand ?]. Springfield a atteint son apogée dans le milieu du XXe siècle, cette ville devint le foyer de la première usine de voitures amphibies, la moitié des États-Unis portaient les chaussures de Springfield et les rues de la ville étaient pavées d'or. Mais la prospérité de la ville disparut avec le temps : un article en couverture du Time magazine parlant de Springfield était intitulé America's Worst City (« La Pire Ville d'Amérique »).

### Géographie
La géographie de Springfield change avec les besoins particuliers de chaque épisode. Le paysage a inclus des forêts, des prairies, des chaînes de montagnes, un désert, des gorges, des plages, des badlands, des marécages, des mares et des canaux. Springfield est quelquefois montrée située sur la côte d'un lac bien que, dans certains autres épisodes, les vues panoramiques ne montrent aucun signe de cette grande étendue d'eau. Parfois, elle se trouve près de la mer. Les principales caractéristiques géographiques nommées incluent les gorges de Springfield, la forêt nationale de Springfield, le mont Springfield, le désert de Springfield Ouest (qui fait « trois fois la taille du Texas ! »), les badlands de Springfield, le gigantesque pic de la Mort, le glacier de Springfield, le mont Utile, le plateau de Springfield et le parc national de Springfield. Springfield est située dans une zone où il pleut beaucoup et neige en abondance. Cependant, la plupart du temps, le ciel est bleu et ensoleillé. Springfield a également été sujette à des vagues de forte chaleur et des tempêtes de neige importantes. Springfield est proche d'une très grande étendue d'eau qui s'ouvre sur l'océan et à côté d'une chaîne de montagnes. Elle est aussi située sur un grand fleuve qui a creusé les gorges de Springfield. La ville a fait l'objet d'à peu près toutes sortes de catastrophes naturelles, y compris des avalanches, des tremblements de terre, des pluies acides, des inondations, des ouragans, des orages, des tornades, des éruptions volcaniques et un impact de météore.
Dans l'épisode Vive les éboueurs, Homer Simpson a été élu chef des éboueurs. Après avoir dépensé le budget annuel global dès son premier mois de mandat, il a été contraint de recevoir les poubelles des autres villes, afin de gagner suffisamment d'argent pour payer les éboueurs de la ville. Finalement, les mines (où étaient stockés les déchets collectés) ont éclaté et ont pollué toute la ville, provoquant des dégâts matériels irrémédiables et obligeant Springfield à transférer la ville huit kilomètres plus loin, en abandonnant la décharge massive qu'était devenue la ville.
Springfield abrite aussi le plus grand incinérateur de pneus des États-Unis, qui brûle sans interruption depuis 1966 (ou 1989). Dans Les Simpson, le film, la pollution du lac de Springfield a presque mené à la destruction de la ville par une bombe de l'EPA (Agence de protection de l’environnement des États-Unis). Dans ce même film, la situation géographique précise de la ville est faussée par une affirmation de Ned Flanders, celui-ci affirmant que les quatre États limitrophes de la ville sont l'Ohio, le Nevada, le Maine, et le Kentucky. En réalité, ces quatre États sont très éloignés les uns des autres sur la carte des États-Unis.

### Politique
En politique, l'actuel maire de Springfield est Joe Quimby (Parti démocrate), tandis que le représentant de la ville au congrès est Krusty le clown (Parti républicain). Mary Bailey (vraisemblablement démocrate car opposée à C.M. Burns) est le gouverneur de l'État de Springfield et a été vue la première fois dans Sous le signe du poisson. Le maire Quimby est à la fois incompétent et immoral en plus d'être un politicien corrompu. Quimby est un sordide coureur de jupons et a eu de multiples liaisons malgré son mariage. Les citoyens de Springfield acceptent la plupart du temps cette conduite irresponsable, sauf sur certaines questions, telles que l'embouteillage causé par Bart Simpson, le plus important dans l'histoire de la ville.
Dans l'épisode Marge à l'ombre, on peut voir le drapeau de la mairie de Springfield : il représente un aigle chauve qui tient dans ses serres une liasse de billets et un verre à cocktail, avec la devise Corruptus in Extremis.
Au niveau international, il y a un consulat chinois et un consulat suédois à Springfield.

### Édifices culturels
Springfield possède un opéra (très vite inutilisé, vandalisé, puis transformé en prison), un amphithéâtre en plein air, un arboretum, une scène de jazz dynamique et était auparavant considérée comme la capitale du divertissement de son État. Les bâtiments de culte religieux à Springfield comprennent la Première Église de Springfield, la Première Église AME (African Methodist Episcopal) et la cathédrale de Springfield. Il y a également un nombre anormalement élevé de musées dont le Springfield Museum (où se trouve le plus grand zircon cubique au monde), le Springfield Knowledgeum, le Springfield Museum of Natural History, le musée de l'Espadon, le Springsonian Museum, et un musée du timbre.

### Autres édifices
La ville se rapprocherait plus d'une petite ville de province que d'une mégalopole. Cependant, elle est dotée, entre autres, d'une centrale nucléaire, de deux écoles primaires : l'école primaire de Springfield Ouest et l'école primaire principale dont le proviseur est Seymour Skinner, d'un collège, de deux universités, d'un poste de police, d'un zoo, d'un autre parc, d'une supérette (le Mini-Marché), d'un centre commercial, d'un aéroport international, d'un port, d'une jetée, d'une avenue remplie de commerces de luxe, d'un grand magasin nommé Costington's, d'au moins quatre restaurants et d'au moins trois bars (dont la Taverne de Moe tenu par Moe Szyslak), ainsi que d'un boulevard de fast-food. Dans la ville se trouvent aussi des studios de cinéma, un musée d'histoire naturelle, un musée des sciences, ainsi qu'un opéra.
La ville de Springfield possède aussi des quartiers ethniques comme Chinatown, Little Italy, Tibet Town, Little Bangkok, Little Ethiopia, Little Ukraine et Japantown. La ville possède également des quartiers très chics, un quartier où vivent les homosexuels et un autre où vivent les juifs. Springfield possède plusieurs églises aussi bien des protestantes que des catholiques ; il y a même une école catholique. Il y a aussi un temple bouddhiste et une synagogue dans le quartier juif. 
Springfield a un aéroport international, d'après la série cet aéroport a des accords avec des pays tels que le Japon, la Chine, la France, l'Inde, le Royaume-Uni, la Jamaïque, la Roumanie, Israël, le Brésil, l'Islande, l'Irlande, l'Australie, la Tanzanie, les Pays-Bas, Aruba, l'Albanie, le Maroc, la Micronésie et d'autres villes des États-Unis comme Honolulu ou Chicago par exemple. 
Une prison est située non loin de la ville. Il y a aussi une forêt, une réserve naturelle et un canyon près duquel se trouvent des ranches.

### Médias

#### KBBL
KBBL est l'indicatif fictif utilisé pour ses stations de radio et de télévision, toutes trois détenues et exploitées par la fictive KBBL Broadcasting Inc. :
- KBBL-FM dont la fréquence est 102.5 FM ;
- KBBL-AM qui avait pour fréquence 970 AM et maintenant déplacé à la fréquence 580 AM ;
- KBBL-TV ou KBBL-DT (dans les épisodes récents), connu sous la marque Channel 6 est la station fictive où passent notamment Kent Brockman, Krusty le clown et Itchy et Scratchy ;
- KBBL-HDTV est mentionné par Homer dans l'épisode Fiston perdu.

#### Médias réels
Certains réseaux, qui existent aussi dans la réalité, font leur apparition dans des épisodes des Simpson :
- Il est souvent fait mention de la Fox (et de Fox News), le réseau qui produit et diffuse Les Simpson aux États-Unis. Il s'agit souvent de remarques visant à critiquer la compagnie, sur un ton quelque peu mordant[1] ;
- CNN ;
- NBC ;
- CBS.

Dans l'épisode Le Mariage de Lisa, on peut voir Kent Brockman présenter le journal sur CNBCBS, une division d'ABC, ce qui suggère que les quatre réseaux télévisés des États-Unis se sont unis en un seul.
- Thames Television, une ancienne chaîne d'ITV.

#### Presse
- Le Springfield Shopper, journal le plus courant à Springfield. Il existe actuellement un Springfield Shopper à Springfield (Illinois).
- The Red Dress Press, un journal qui a duré quatre jours, écrit par Lisa Simpson. Lancé dans le dernier épisode de la saison 15 intitulé Le Canard déchaîné (Fraudcast News), dans lequel, après que M. Burns a pris le contrôle de tous les médias à Springfield, Lisa tente de se battre avec ce journal, et réussit à inciter les autres à créer leur propre journal.

### Sports
La ville abrite les Isotopes de Springfield, une équipe de ligue mineure de baseball. Les matchs à domicile sont joués au Stade « Duff » (les Isotopes de Springfield ont été l'inspiration pour le nouveau nom de la filiale AAA des Dodgers de Los Angeles, Les « Isotopes d'Albuquerque », quand ils ont déménagé à Albuquerque (Nouveau-Mexique). Dans l'épisode Homer fait la grève de la faim, Homer tente de faire échouer un déménagement prévu par l'équipe d'Albuquerque. Springfield a aussi une salle de Basket-ball et de Hockey sur glace, qui est le foyer des « Ice-O-Topes de Springfield ». Elle a aussi une salle de catch, le Septagone.

## Création
Enfant, Matt Groening regardait Papa a raison (Father Knows Best) qui se déroulait à Springfield ; ne réalisant pas encore qu'il s'agissait d'un nom fictif, il s'imagina qu'il s'agissait de la ville du même nom située à côté de Portland, sa ville natale, dans l'Oregon. Comme il en existe 34 aux États-Unis, il se dit lors de la création de la série que, de même, les téléspectateurs seraient heureux de penser qu'il s'agit de la ville qu'ils connaissent,.
Par ailleurs, on peut aussi voir des références à la ville de Portland (Oregon) elle-même comme le nom des rues qui est devenu le nom de certains personnages (Terwilliger, Lovejoy, Flanders…). Concernant ce dernier nom, qui signifie Flandres en anglais, des plaisantins s'amusent régulièrement à rebaptiser la rue de Portland NE Flanders Street en NED Flanders Street…

## Localisation de Springfield
En raison de nombreuses déclarations contradictoires quant à Springfield, il est impossible pour la ville d'exister dans tel ou tel État américain. Par exemple, dans Les Simpson, le film, Ned Flanders affirme que l'Ohio, le Nevada, le Maine, et le Kentucky sont tous des États frontaliers de l'État de Springfield. La situation géographique inconnue et inconnaissable de la ville est un des gags récurrents de la série, malgré l'énigme « enveloppée dans une énigme qui est l'emplacement de Springfield ». Dans Aventures au Brésil, Lisa Simpson dit que « C'est une part de mystère, oui. Mais si tu regardes bien les indices, tu peux le comprendre ». Les épisodes sont souvent drôles du fait que l'État où est situé Springfield est identifiable par l'ajout d'autres descriptions contradictoires, occultant une représentation cartographique à l'écran, ou interrompant dès qu'un personnage fait référence au sujet.
Dans la série, l'hôtel de ville ressemble au Capitole de l'État de l'Illinois et Springfield est voisine avec Shelbyville, or cet État comporte justement deux villes portant ce nom. De plus, Springfield (Illinois) possède un lac, comme dans la série. Néanmoins, on ne peut toujours pas affirmer avec certitude que l'action de la série se déroule en Illinois car la situation géographique de cet État, au centre des États-Unis, est incompatible avec certains éléments de Springfield, comme l'océan. Dans l'épisode À tuteur-tuteur ennemi, à la vue d’une tornade, Marge dit que c'est « comme l'aspirateur de Dieu ». L'instant d'après, on voit Dieu passer l'aspirateur au-dessus d'une carte des États-Unis, ce qui forme une tornade au-dessus des États centraux du pays : c'est donc probablement dans l'un de ces États que se situerait la ville. Dans Aux frontières du réel, Mulder dit à Scully qu'un "extraterrestre a été aperçu dans le centre de l'Amérique", ce qui confirmerait que Springfield se situe bel et bien au centre des États-Unis. Dans l’épisode La Cage au fol, une carte montre également Springfield au centre du pays.
David Silverman a affirmé que Springfield est dans l'État fictif de « Nord Takoma »,. Ceci peut être confirmé par les abréviations des États NT et TA utilisées dans la série,. Toutefois, cela n'a jamais été officiellement confirmé dans un épisode des Simpson ou par un des producteurs des Simpson. Le permis de conduire d'Homer montre que les initiales de l'État sont « NT » et que le code postal est 49007, qui est celui de Kalamazoo (Michigan), bien que les indicatifs téléphoniques de Springfield ont également été indiqués comme étant 636 (Centre-est du Missouri) et 939 (Porto Rico).
Le drapeau de cet État fictif ainsi que sa devise « not just another state » (« pas seulement un État de plus ») peuvent être aperçus pendant le clip de campagne de M. Burns dans l'épisode Sous le signe du poisson. On peut également voir ce drapeau flotter au sommet du Capitole situé dans Capital City, la capitale de l'État. Les couleurs du drapeau sont vert, blanc, orange avec une étoile au milieu. On notera que cet État a légalisé l'usage du cannabis pour des raisons médicales  comme environ la moitié des 50 États. De plus, cet État pratique ou a pratiqué la peine de mort par électrocution, (comme de nombreux États du sud et du Nord-est), car on peut trouver une chaise électrique dans l'ancienne prison de Springfield. Du point de vue du climat, l'État a parfois un climat tropical, car il est régulièrement frappé par des ouragans, mais il est également parfois victime d'importantes chutes de neige.
Historiquement, Fort Springfield a été le théâtre d'une bataille (ou plutôt : d'un héroïque massacre de soldats qui venaient se rendre) pendant la Guerre de Sécession. Les défenseurs de Springfield faisant partie du Nord, donc de l'un des 23 États de l'Union. 
Afin de promouvoir Les Simpson, le film, différentes villes à travers les États-Unis appelées Springfield sont entrées en compétition pour obtenir l'avant-première du film. La ville de Springfield (Vermont) a été choisie.